# Chrysoesthia falkovitshi
Chrysoesthia falkovitshi is een vlinder uit de familie tastermotten (Gelechiidae). De wetenschappelijke naam is voor het eerst geldig gepubliceerd in 1989 door Lvovsky & Piskunov.
De soort komt voor in Europa.